# Januári felkelés

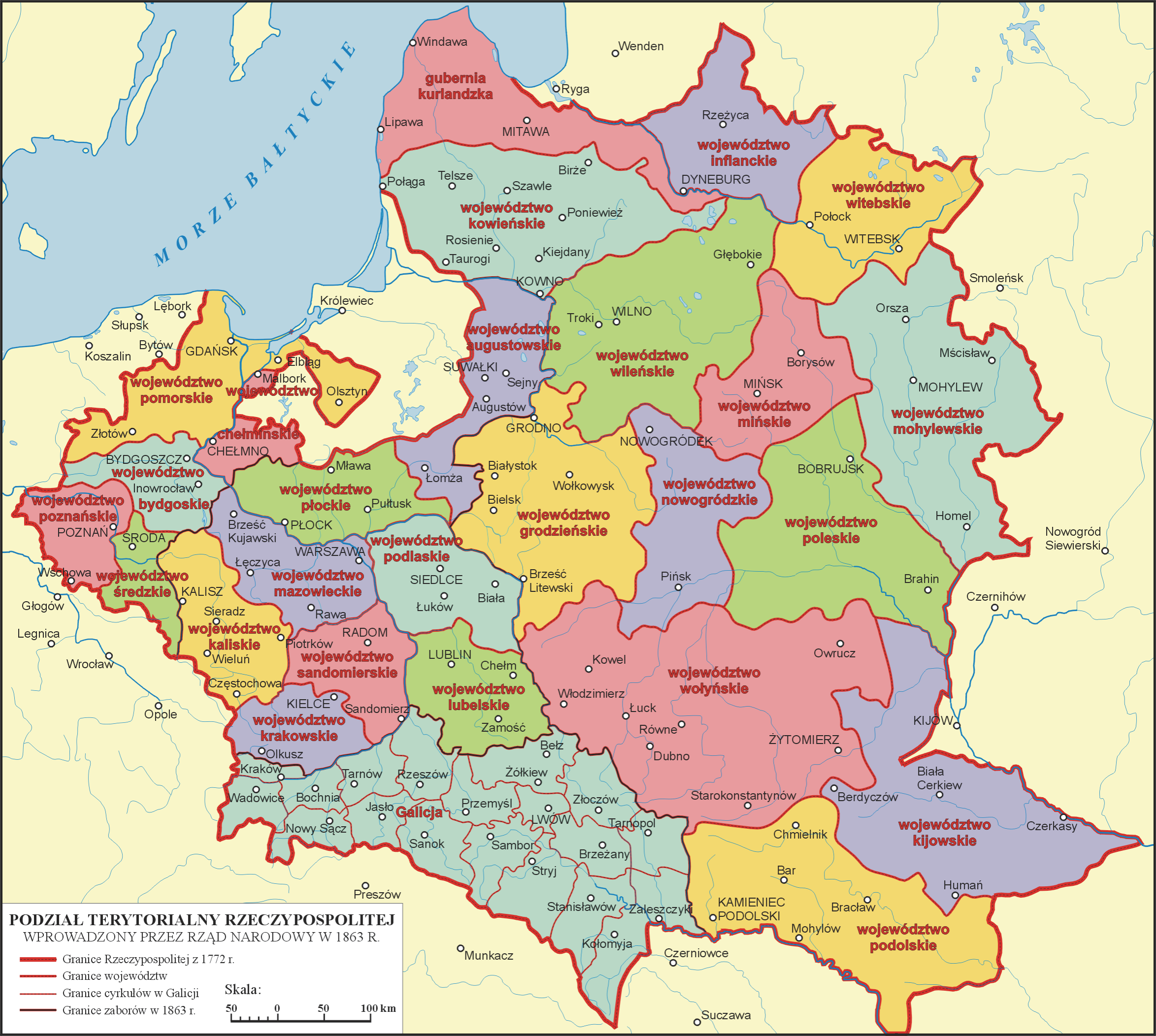

A januári felkelés (lengyelül: powstanie styczniowe) a legjelentősebb litván–lengyel felkelés volt az Orosz Birodalom ellen: 1863. január 22-én indult, és a forradalmárok utolsó tagjait csak 1865-ben fogták el.

## Története
Spontán tüntetésként indult a Birodalomban élő lengyel fiatalok körében az orosz besorozás ellen. A későbbiek során számos politikus és magas rangú, a cár seregében szolgáló lengyel tiszt állt az oldalukra. Az illegalitásban lévő Nemzeti Kormány harcba szólította a népet, rendeleteket adott ki, adót szedett, újságot jelentetett meg, jobbágyreformot valósított meg, a parasztokat földhöz juttatta. 
A jelentős túlerővel szemben álló, vajmi külső segítséggel hatezer rosszul felszerelt katona gerillaháborút folytatott a cári hadsereg ellen. A felkelésben ukránok és fehéroroszok is részt vettek, továbbá igyekezték támogatni a felkelőket olasz, magyar, francia és angol önkéntesek.
Bár a felkelőknek egyetlen jelentős katonai győzelme sem volt, és nem sikerült lengyel várakat sem megszerezniük, mégis mindezek ellenére a felkelés sokat tett a jobbágyfelszabadítás elindításában. A felkelés leverését katonailag Poroszország támogatta, cserébe azt kérte, hogy az Orosz Birodalom ne zavarja a német egyesítési folyamatot. A forradalom leverése után az oroszok véres megtorlásokat indítottak mind a lengyel, mind a litván résztvevők ellen, nyilvános kivégzések és Szibériába deportálások formájában.